# Борнеоская чесночница
Борнеоская чесночница (лат. Pelobatrachus baluensis) — вид земноводных семейства рогатых чесночниц. Эндемик северо-восточной части Калимантана: обитает на территории восточномалайзийского штата Сабах. Естественная среда обитания — субтропические или тропические влажные горные леса и реки.
Ранее вид относили к роду Megophrys, в 2021 году он был реклассифицирован в род Pelobatrachus.